# Pedro Menéndez de Avilés
Pedro Menéndez de Avilés (Avilés, 15 de febrer de 1519 - Santander, 16 de setembre de 1574), adelantado, fou el primer governador espanyol de la Florida espanyola. Va fundar la ciutat de San Agustín el 28 d'agost de 1565, el primer gran assentament europeu als actuals Estats Units, va destruir la colònia francesa de Fort Caroline el mateix any i va ser Governador de l'illa de Cuba des de 1567 fins a 1574. Fou germà dels també marins Alvar Sánchez de Avilés i Bartolomé Menéndez de Avilés.

## Persecució de corsaris en el mar Cantàbric

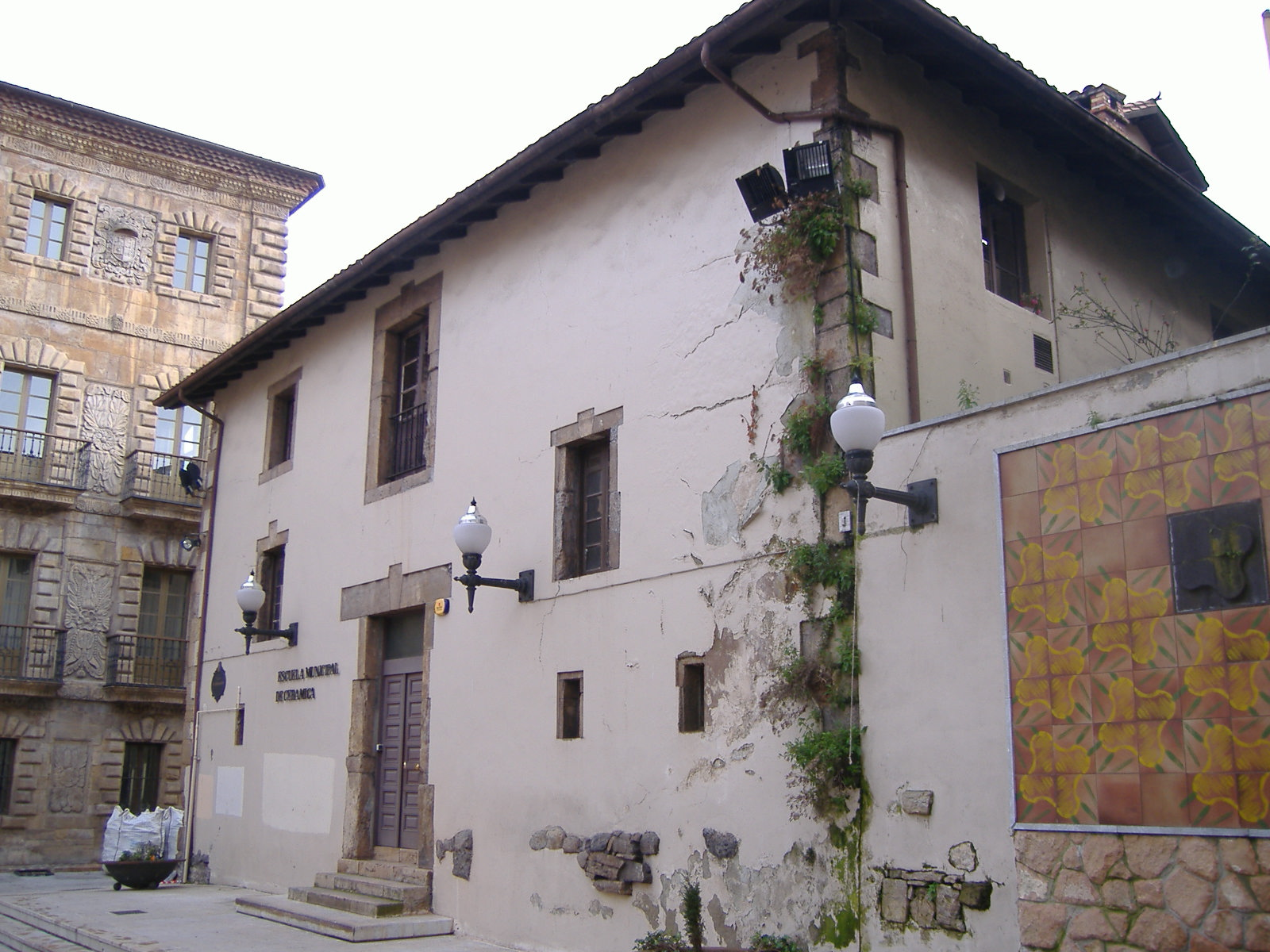
Casa natal de Pedro Menéndez de Avilés.

Pedro Ménendez de Aviles era un hidalgo de família benestant.
Als 14 anys s'escapa de la seva casa per allistar-se com a grumet en una flota espanyola encarregada de la persecució de corsaris. Va començar la seva carrera com a marí corsari en el mar Cantàbric, lluitant principalment contra els francesos i pirates que actuaven contra Espanya per aquest mar.
Després de dos anys d'aventures en el mar torna a la seva casa on la seva família l'obliga a casar-se amb Ana María de Solís de tan sols deu anys. La vida de casat no el manté a la seva casa i torna al mar. Arma un vaixell amb cinquanta homes i captura dos navilis francesos, té 19 anys i és la seva primera acció de mèrit.
En 1544 una esquadra francesa manada per Jean Alphonse de Saintoge captura a Finisterre 18 naus biscaïnes, Menéndez de Avilés el persegueix fins al port de La Rochelle, on s'ha refugiat, i recupera cinc de les naus, aborda la capitana i personalment dona mort Jean Alphonse de Saintoge. Malgrat les forces franceses del port de la Rochelle, Pedro Menéndez de Avilés aconsegueix sortir d'allí amb les seves preses. L'emperador Carles V l'autoritza a continuar amb les seves accions contra els francesos, sent el marí asturià el principal responsable que finalitzessin les corregudes franceses per les costes gallegues i asturianes. La seva fama és tal que l'emperador li encarrega en 1554 que el traslladi a Flandes.

## Honors i viatges a Amèrica
Va ser cavaller de l'Orde de Santiago i Comanador d'aquest orde a Santa Cruz de la Zarza (Toledo).

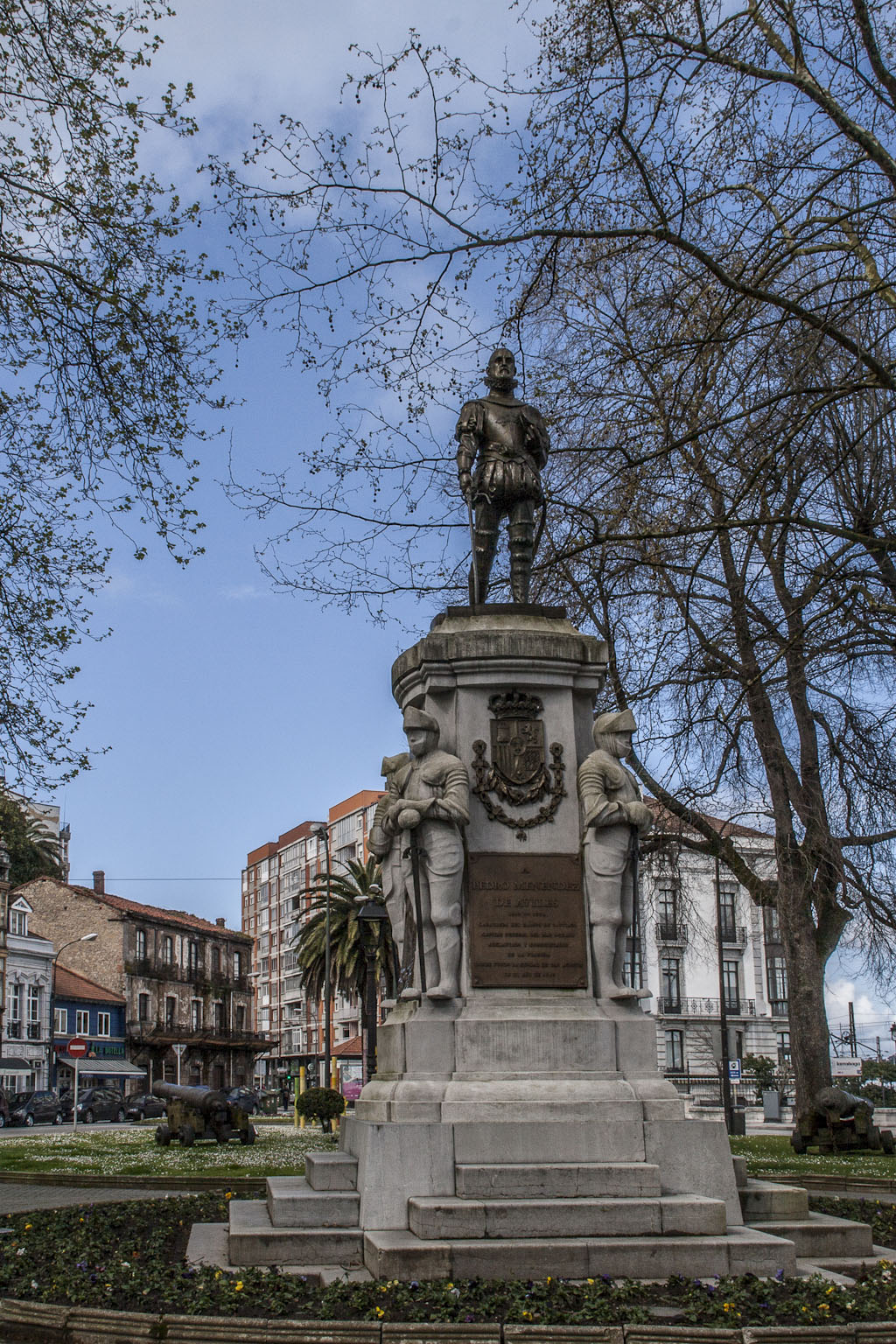
Monument a Pedro Menéndez a Avilés

En 1552 comença els seus viatges a Amèrica com a comandant de diferents vaixells. Dos anys més tard, quan tenia 35 anys, va ser nomenat Capità General de la flota d'Índies per Felip II, càrrec que ocuparà en nou ocasions des de 1555 fins a 1574. Tenia 46 anys quan va aconseguir el màxim rang dins de l'Armada espanyola.
En 1554 va estar al comandament de la flota que va enviar el rei Felip II a Anglaterra per casar-se amb la reina Maria.
En 1555 manava la flota del Virrei del Perú Andrés Hurtado de Mendoza, que va salpar de Sanlúcar de Barrameda el 15 d'octubre amb setanta-vuit navilis mercants, dos galions d'armada i tres caravel·les grans.
En 1556 va ser nomenat capità general de l'Armada d'Índies, i a l'any següent va participar en la Batalla de Sant Quintí. En 1561 va dirigir una gran flota de galions que transportaven metalls preciosos des de Mèxic fins a Espanya. Quan va arribar a la seva destinació a Espanya, va demanar permís per tornar a la recerca d'un buc perdut, però el permís li va ser denegat. En aquest buc hi viatjava el seu fill i uns altres familiars i amics. Llavors és detingut per la Casa de la Contractació de Sevilla juntament amb el seu germà, el també marí Bartolomé Menéndez de Avilés, que l'havia acompanyat en aquell viatge. Està empresonat dos anys per raons poc clares, fins que aconsegueix sortir apel·lant al rei, que fa que el jutgin i els germans són condemnats a pagar una multa minsa.
Una vegada fora de la presó aconsegueix que li permetin buscar al seu fill que creu nàufrag en la Florida sota la condició que hauria d'explorar i colonitzar La Florida com adelantado del rei Felip II. Per a aquest propòsit va finançar de la seva pròpia butxaca una expedició. Quan estava a punt de salpar, van arribar ordres que havia d'eliminar tots els intrusos protestants que es trobessin allí o en qualsevol racó de les Índies.
Això es devia al fet que el 22 de juny de 1564, una expedició francesa formada per tres vaixells i 300 colons, principalment hugonots, havia fundat Fort Caroline, dirigits per René Goulaine de Laudonnière (reforçats després per 800 colons, marins i soldats i 7 vaixells de Jean Ribault arribats a l'any següent), des d'on de van llançar diversos atacs contra colònies i vaixells espanyols, la qual cosa va motivar al fet que el rei Felip II ordenés una expedició de càstig. Els francesos ràpidament es van aliar amb els cacics Saturiwa i Utina dels timucua recolzant-los amb homes en les seves lluites contra els seus rivals, especialment els Potano.
Menéndez va fracassar en el seu intent d'atacar per mar el fort francès amb quatre vaixells, retirant-se al seu campament, la futura ciutat de San Agustín, la qual cosa va motivar un contraatac de Ribault amb cinc vaixells i 500 homes, que va ser enfonsada per un huracà. Amb la flota enemiga destruïda va decidir atacar el fort marxant per terra per evitar perdre els seus navilis per les tempestes. Durant la marxa de tres dies va perdre cent dels seus cinc-cents soldats per malalties i desercions.
Va arribar a Fort Caroline el 20 de setembre, dia de Sant Agustí. La colònia francesa tenia amb prou feines 150 habitants, però solament 20 eren homes capaços de lluitar i estaven dirigits per Laudonnière, que es trobava malalt. En un assalt sorpresa van prendre el fort i els francesos supervivents van haver d'escapar en els vaixells que encara quedaven en el port. Ràpidament va tornar a San Agustín i va massacrar a inicis d'octubre als supervivents del naufragi de la flota francesa. El lloc va passar a ser conegut com la bahía de Matanzas.
Després d'aquests fets va recórrer el Carib perseguint pirates i va tornar a Espanya en 1567. En 1568 va demanar ajuda al rei per a ajudar els colons de La Florida, ja que aquesta li fou negada pel governador de Cuba. El rei no solament va escoltar la seva petició, sinó que el va nomenar governador de Cuba. Una vegada que va haver pres possessió del seu càrrec, torna a la Florida per socórrer als espanyols d'aquella colònia que havien quedat en males condicions. Com a governador de Cuba va manar aixecar la seva primera carta geogràfica, a més va recórrer les costes dels actuals estats de Florida, Geòrgia, Carolina del Sud i el Canal de Bahames, capturant i eliminat als corsaris d'aquella zona.
Va morir al seu retorn a Santander, quan el rei li havia encomanat organitzar una armada per atacar Anglaterra i recolzar a Lluís de Requesens a Flandes. El sistema de flotes que va dissenyar Espanya per comerciar amb Amèrica a partir de 1561, va estar inspirat en un memorial seu, per la qual cosa se'l considera el pare d'aquest sistema de navegació.
En honor seu, Avilés rep el nom de Villa del Adelantado.